# La Famille Pont-Biquet
Pour plus de détails, voir Fiche technique et Distribution.
La Famille Pont-Biquet est un film français réalisé par Christian-Jaque et sorti en 1935.

## Synopsis
Dans la famille Pont-Biquet, le père est juge d'instruction, la mère est acariâtre et autoritaire, les deux filles sont des ingénues, le gendre est un juge et le fiancé est joyeux drille.

## Fiche technique
- Réalisation : Christian-Jaque
- Scénario : Suzette Desty[1], Henri Vendresse[2] d'après la pièce d'Alexandre Bisson
- Musique : Casimir Oberfeld
- Photographie : Willy Faktorovitch
- Production : D.U. Films
- Distribution : Paramount Pictures
- Pays d'origine :  France
- Format :  Noir et blanc - 1,37:1 - 35 mm - son mono
- Genre : Comédie
- Durée : 90 minutes
- Date de sortie : France, 20 septembre 1935

## Distribution
- Paul Pauley : Monsieur Pont-Biquet, juge d'instruction
- Armand Bernard : La Reynette, gendre et président de tribunal
- Robert Bossis
- Myno Burney
- Jacqueline Daix : Gabrielle
- Jacques de Féraudy : Dagobert, l'homme poisson, mari de Carmen
- Lili Duverneuil
- Claude Lehmann : Jacques Dubois, fiancé
- Charles Lemontier
- Albert Malbert
- Gina Manès : Carmen
- Robert Ralphy
- Pierre Stephen : Toupance
- Alice Tissot : Madame Pont-Biquet
- René Génin : Le policier